# Bożena Borys-Szopa
Bożena Teresa Borys-Szopa primo voto Piestrzyńska (ur. 11 marca 1954 w Lędzinach) – polska działaczka związkowa, w latach 2006–2008 główny inspektor pracy, w latach 2009–2010 minister w Kancelarii Prezydenta RP, posłanka na Sejm VIII, IX i X kadencji (od 2015), w 2019 minister rodziny, pracy i polityki społecznej w rządzie Mateusza Morawieckiego.

## Życiorys
Córka Aleksandra i Joanny. W 1996 ukończyła studia prawnicze na Wydziale Prawa i Administracji Uniwersytetu Śląskiego, podyplomowo kształciła się na krakowskiej Akademii Górniczo-Hutniczej w zakresie zarządzania przedsiębiorstwem (1998).
Pracowała w katowickich kopalniach jako specjalistka ds. BHP. W 1991 weszła w skład zarządu Regionu Śląsko-Dąbrowskiego NSZZ „Solidarność”. Od 1998 do 2002 była przewodniczącą, a od 2002 do 2006 wiceprzewodniczącą Rady Ochrony Pracy przy Sejmie RP. Została członkinią Polskiego Towarzystwa Legislacji. W 1997 bez powodzenia startowała na posłankę z ramienia AWS. W wyborach parlamentarnych w 2001 kandydowała do Sejmu z poparciem Ruchu Społecznego AWS z listy Akcji Wyborczej Solidarność Prawicy, która nie przekroczyła progu wyborczego.
Od 15 marca 2006 do 21 sierpnia 2008 zajmowała stanowisko głównego inspektora pracy. 1 listopada 2008 prezydent Lech Kaczyński powołał ją na doradcę ds. społecznych i kontaktów z partnerami społecznymi oraz doradcę ds. prawa pracy i bhp. 21 września 2009 została podsekretarzem stanu w Kancelarii Prezydenta. 6 lipca 2010 została odwołana z tego stanowiska.
W wyborach samorządowych w 2010 została wybrana na radną sejmiku śląskiego z listy Prawa i Sprawiedliwości. W 2014 z powodzeniem ubiegała się o reelekcję.
W wyborach parlamentarnych w 2015 z listy PiS została wybrana na posłankę w okręgu katowickim. 4 czerwca 2019 powołana na urząd ministra rodziny, pracy i polityki społecznej w rządzie Mateusza Morawieckiego. W tym samym miesiącu została powołana przez prezydenta w skład Rady Dialogu Społecznego. W wyborach w 2019 z powodzeniem ubiegała się o poselską reelekcję, kandydując tym razem z pierwszego miejsca na liście PiS w okręgu gliwickim. 15 listopada 2019 zakończyła pełnienie funkcji ministra. W 2021 powołana przez premiera Mateusza Morawieckiego w skład Rady Doradców Politycznych. W wyborach w 2023 po raz trzeci z rzędu uzyskała mandat poselski z wynikiem 30 445 głosów.